# Heinrich Escher (Rechtsgelehrter)
Heinrich Escher (vom Glas) (* 23. April 1789 in Zürich; † 9. Februar 1870 in Hottingen) war ein Schweizer Jurist, Politiker und Rechtsgelehrter.

## Biografie
Escher war ein Sohn des Seidenfabrikanten und Zunftschreibers der Zunft zur Meisen Caspar Escher vom Glas und dessen Ehefrau Susanna, geb. Meyer, der Tochter eines Baumwollfabrikanten. Wegen der guten Versorgungsaussichten war er vom Vater zum geistlichen Stand bestimmt worden und besuchte deshalb das obere Gymnasium des theologisch ausgerichteten Collegium Carolinum in Zürich. Der vorgegebenen Berufswahl entzog er sich jedoch durch die Annahme einer Stelle als unbezahlter Kanzlist. 1806 erhielt er eine besoldete Stelle. Auf Vermittlung eines Onkels hielt er sich 1808/098 in Neuchâtel auf, 1809/10 in Paris. Nach seiner Rückkehr nach Zürich im Frühjahr 1810 arbeitete er zunächst wieder als freiwilliger Kanzlist bei der Kommission des Innern und bei der Justizkommission. Parallel dazu bildete er sich über die Veranstaltungen des Politischen Instituts in Zürich weiter.
Am 14. Oktober 1809 schrieb sich Heinrich Escher an der Universität Heidelberg ein und wurde dort 1809 Mitglied der Corps der Oberrheiner und 1811 der Helvetia. Bei seinem Abgang von der Universität wurde er von den Helvetern mit einem Comitat über Wiesloch nach Langenbrücken begleitet.
Obwohl er Heidelberg ohne Abschluss verließ, erhielt er nach seiner Rückkehr nach Zürich 1812 eine Anstellung als Öffentlicher Ankläger. Von 1819 bis 1831 war er Oberamtmann in Grüningen und zugleich Zürcher Grossrat. Von 1831 bis 1833 war er Präsident des Kriminalgerichts und von 1833 von 1839 Regierungsrat des Kantons Zürich. Anschließend war er als Advokat tätig.
Daneben betätigte er sich in der juristischen Lehre. So war er von 1812 bis 1819 und von 1831 bis 1833 Dozent am Politischen Institut und von 1833 bis 1870 außerordentlicher Professor für Rechtswissenschaften an der Universität Zürich. Weiterhin war er von 1832 bis 1833 und von 1834 bis 1837 Redaktor der Neuen Zürcher Zeitung.
Escher galt als vielseitigster, aber auch eigenwilligster Rechtsgelehrter des Kantons Zürich. 1819 erhielt er den Auftrag zur Erarbeitung eines Strafgesetzbuches und einer Kriminalprozessordnung für den Kanton.

## Auszeichnungen
- Ehrendoktor der Universität Zürich, 1852

## Schriften
- Über die Philosophie des Staatsrechts, mit besonderer Beziehung auf die Haller'sche Restauration, 1821
- Vier Abhandlungen über Gegenstände der Strafrechtswissenschaft, 1822
- Die Lehre von dem strafbaren Betruge und von der Fälschung nach römischem, englischem und französischem Rechte und den neueren deutschen Gesetzgebungen, 1840
- Die neue Phönixperiode der Staatswissenschaft, 1848
- Handbuch der praktischen Politik, Band 1 1863, Band 2 1864
- Erinnerungen aus mehr als sechszig Jahren, 2 Bände, 1866–1867